# حمحمة (يافع)

تعديل مصدري - تعديل

حمحمة هي إحدى قرى عزلة لبعوس بمديرية يافع التابعة لمحافظة لحج، بلغ تعداد سكانها 729 نسمة حسب تعداد اليمن لعام 2004.